# Subwoolfer
Subwoolfer är en norsk popduo bildad 2021. De representerade Norge i Eurovision Song Contest 2022 med låten "Give That Wolf a Banana" och kom på tionde plats i finalen.
Duon framträder i svarta kostymer och med stora masker i form av gula varghuvuden över huvudet. Gruppmedlemmarna kallar sig för "Keith" och "Jim" och deras verkliga identiteter var länge hemliga. Först ett år efter att de vann Melodi Grand Prix avslöjades att gruppmedlemmarna var Ben Adams och Gaute Ormåsen.
Gruppnamnet är en sammanslagning av de två orden "subwoofer" och "wolf" (varg).